# Sant'Anna (Stazzema)
Sant'Anna è una frazione del comune di Stazzema, sita a un'altitudine di 660 m s.l.m., conosciuta storicamente per essere stato il luogo di un massacro nazi-fascista durante la seconda guerra mondiale.

## Geografia
Sant'Anna si trova a un'altitudine compresa tra i 600 e i 650 m s.l.m. sul margine meridionale delle Alpi Apuane. Si trova a 5 km a sud-ovest del capoluogo Stazzema e a 24 km a nord-ovest del capoluogo provinciale Lucca. Il paese, che contava una trentina di abitanti nel 2014, è raggiungibile solo da sud attraverso una strada che parte da Camaiore e che si snoda come strada panoramica sulle colline della Versilia. Dai vicini paesi di Farnocchia (est), Capezzano Monte (sud-ovest) e Valdicastello (sud) si raggiunge Sant'Anna attraverso le mulattiere. La frazione è una località abitata, senza un vero centro storico. Intorno alla piccola chiesa cinquecentesca di Sant'Anna si trovano diciassette case sparse sulle colline, ognuna con il proprio nome. Sant'Anna è incorniciata dai monti Gabberi, Lieto, Rocca e Ornato.

## Storia
Sant'Anna trova le sue origini nel XVI secolo come insediamento di famiglie occupate nella pastorizia, con le colline circostanti utilizzate come pascolo da Farnocchia. Per molto tempo l'agricoltura è stata la principale fonte di reddito, con i prodotti quali latte, formaggio, maiali, farina di castagne, oltre alla produzione di legna da ardere e carbone. Un altro pilastro economico era l'industria mineraria, che operava nella regione fin dall'epoca etrusca e, con interruzioni, fino alla fine degli anni Ottanta: venivano estratti pirite, pirite di rame, galena, limonite, magnetite, ematite, barite e minerali di ferro. Anche la calce è stata prodotta in appositi forni da calce.
Intorno al 1750 il villaggio contava 174 abitanti suddivisi in trenta famiglie, nel 1784 saliti a 192. Il gettito fiscale di Sant'Anna era di sole 150 lire nel 1784. Negli anni Trenta circa quattrocento persone vivevano nel villaggio. Su iniziativa del sergente dell'Arma dei Carabinieri Severino Bottari, fu costruita una scuola che sostituì l'istruzione domestica, fino ad allora la norma. Per la prima volta, anche le ragazze furono istruite nella scuola, dopo che in precedenza era stata loro negata l'istruzione. L'edificio della scuola fungeva anche da casa dell'insegnante, da sala riunioni per il villaggio e da pronto soccorso.

### L'eccidio nazifascista
Dalla fine del 1943 fino all'estate dell'anno successivo, la popolazione di Sant'Anna e delle borgate limitrofe crebbe notevolmente per l'arrivo degli sfollati in fuga dalla guerra. Il 26 luglio le autorità naziste diedero ordine di evacuare il territorio. Il 12 agosto 1944 tre reparti di SS salirono a Sant'Anna, mentre un quarto chiudeva ogni via di fuga a valle sopra il paese di Valdicastello. In poco più di mezza giornata, i nazisti rastrellarono tutta la popolazione, uccidendo centinaia di civili (di cui solo 350 poterono essere riconosciuti) con raffiche di mitra, bombe a mano e colpi di rivoltella.
In base alle indagini della procura militare di La Spezia, si trattò di un atto terroristico premeditato e curato in ogni dettaglio per annientare la volontà della popolazione, soggiogandola al terrore: l'obiettivo era quello di distruggere il paese e sterminare la popolazione per rompere ogni collegamento fra i civili e le formazioni partigiane presenti nella zona.

## Monumenti e luoghi d'interesse
- Il Parco Nazionale della Pace di Sant'Anna di Stazzema, istituito nel dicembre 2000, ha l'obiettivo di mantenere viva la memoria storica dei tragici eventi dell'estate del 1944 ed educare le nuove generazioni ai valori della pace, della giustizia, della collaborazione e del rispetto fra i popoli e gli individui[2].

- La chiesa di Sant'Anna risale alla metà del XVI secolo, mentre ulteriori notizie storiche contenute nell'archivio parrocchiale sono state distrutte dall'incendio appiccato dai nazisti. L'interno si presenta semplice e a navata unica con abside quadrangolare. Le pareti sono affrescate con drappeggi azzurri ottocenteschi.[3] Il 29 luglio 2007 è stato inaugurato l'Organo della pace, realizzato su iniziativa di una coppia di musicisti di Stoccarda che hanno fatto ricostruire lo strumento distrutto dai nazisti, con il patrocinio del Presidente della Repubblica Carlo Azeglio Ciampi e del Presidente della Germania Johannes Rau[4].

- Il Museo storico della Resistenza, situato nelle ex scuole elementari del paese e fondato dal sopravvissuto Enio Mancini, fu inaugurato nel 1982 dal Presidente della Repubblica Sandro Pertini. Rinnovato nel 2007 e nel 2013, lo spazio espositivo offre un percorso aperto, che lega il territorio circostante con la strage nazifascista. Sulla facciata esterna è collocata una lapide con l'ode di Calamandrei a Kesselring e una riproduzione scultorea di un particolare di Guernica di Picasso[5].

- La Via Crucis è un percorso lastricato che parte dalla chiesa e, attraverso il bosco, giunge al Monumento Ossario del Col di Cava. Lungo il sentiero sono collocate numerose opere d'arte in bronzo[6].

- Il Monumento Ossario che raccoglie i resti delle vittime, progettato da Tito Salvadori, è stato inaugurato nel 1948 ed è caratterizzato da una torre in pietra alta 12 metri con quattro arcate. Al centro del monumento vi è la scultura in pietra locale, opera di Vincenzo Gasperetti, che raffigura una madre che stringe al petto la figlioletta uccisa dal fuoco nazifascista[7].